# Jiří Hřebec
Jiří Hřebec (* 19. September 1950 in Teplice) ist ein ehemaliger tschechischer Tennisspieler, der während seiner aktiven Laufbahn für die Tschechoslowakei antrat.

## Karriere
Jiří Hřebec erreichte 1972 in Monte Carlo zum ersten Mal das Halbfinale eines hochklassigen Einzelturniers, welches er gegen Ilie Năstase verlor. Beim selben Turnier kam er mit seinem Partner František Pála ins Finale, wo sie dem französischen Duo Patrice Beust und Daniel Contet unterlagen. Nach mehreren Halbfinalteilnahmen mit unterschiedlichen Partnern im Doppel erreichte er mit seinem Partner Jan Kukal Anfang 1973 das Finale von Des Moines, wo sie gegen Juan Gisbert und Ion Țiriac gewannen. Im Herbst 1973 folgte erstmals eine Finalteilnahme in der Einzelkonkurrenz in Prag, welches er gegen seinen Landsmann Jan Kodeš gewinnen konnte. Einen Monat später folgte der Einzeltitel in Adelaide. Bis 1977 folgten sechs weitere Einzelfinalrunden, von denen er die Turniere in Basel und San José für sich entschied. Im Doppel gewann er bis 1981 zwei weitere World-Tour-Titel und drei Challengertitel.
Hřebec spielte zwischen 1972 und 1978 in 17 Begegnungen für die Tschechoslowakische Davis-Cup-Mannschaft. Er gewann 18 seiner 34 Matches. Sein größter Erfolg mit der Mannschaft war das Erreichen des Finales des Davis Cup 1975, das sie gegen Schweden verloren; sein Einzelmatch gegen Ove Bengtson gewann Hřebec, das gegen Björn Borg verlor er.
Im Jahr 1982 spielte er in Buchholz in der Nordheide bei Hamburg sein letztes Turnier als aktiver Tennisspieler, er trat dort sowohl in Einzel als auch im Doppel an, verlor aber bei beiden Konkurrenzen sein Erstrundenduell.
Er war unter anderem der Trainer der aufstrebenden Markéta Vondroušová.

## Erfolge
| Legende                   |
| Grand Slam                |
| Saisonendveranstaltungen  |
| Open-Era-Turniere (7)     |
| ATP Challenger Series (3) |

| Titel nach Belag |
| Hartplatz (1)    |
| Rasen (1)        |
| Sand (1)         |
| Teppich (4)      |

### Einzel

#### Turniersiege
| Nr. | Datum             | Turnier  | Belag         | Finalgegner  | Ergebnis                |
| --- | ----------------- | -------- | ------------- | ------------ | ----------------------- |
| 1.  | 22. Oktober 1973  | Prag     | Teppich       | Jan Kodeš    | 4:6, 6:1, 3:6, 6:0, 7:5 |
| 2.  | 25. November 1973 | Adelaide | Rasen         | Bob Giltinan | 6:4, 2:6, 6:4, 6:2      |
| 3.  | 9. Februar 1975   | Basel    | Hartplatz (i) | Ilie Năstase | 6:1, 7:6, 2:6, 6:3      |
| 4.  | 14. Februar 1977  | San José | Teppich (i)   | Sandy Mayer  | 3:6, 6:4, 7:5           |

#### Finalteilnahmen
| Nr. | Datum         | Turnier | Belag         | Finalgegner      | Ergebnis                |
| --- | ------------- | ------- | ------------- | ---------------- | ----------------------- |
| 1.  | 25. März 1974 | Atlanta | Teppich (i)   | Dick Stockton    | 2:6, 1:6                |
| 2.  | 23. März 1975 | Memphis | Teppich (i)   | Harold Solomon   | 6:2, 1:6, 4:6           |
| 3.  | 1. März 1976  | Basel   | Hartplatz (i) | Jan Kodeš        | 4:6, 2:6, 3:6           |
| 4.  | 19. Juni 1977 | Berlin  | Sand          | Paolo Bertolucci | 4:6, 7:5, 6:4, 2:6, 4:6 |

### Doppel

#### Turniersiege

##### ATP Tour
| Nr. | Datum           | Turnier    | Belag       | Partner   | Finalgegner                          | Ergebnis      |
| --- | --------------- | ---------- | ----------- | --------- | ------------------------------------ | ------------- |
| 1.  | 28. Januar 1973 | Des Moines | Teppich (i) | Jan Kukal | Juan Gisbert Ion Țiriac              | 4:6, 7:6, 6:1 |
| 2.  | 18. Juli 1976   | Kitzbühel  | Sand        | Jan Kodeš | Jürgen Faßbender Hans-Jürgen Pohmann | 6:7, 6:2, 6:4 |
| 3.  | 14. März 1977   | Helsinki   | Teppich (i) | Hans Kary | David Lloyd John Lloyd               | 5:7, 7:6, 6:4 |

##### Challenger Tour
| Nr. | Datum          | Turnier     | Belag | Partner     | Finalgegner                     | Ergebnis           |
| --- | -------------- | ----------- | ----- | ----------- | ------------------------------- | ------------------ |
| 1.  | 8. Juli 1974   | Düsseldorf  | Sand  | Jan Kodeš   | Kenichi Hirai Toshiro Sakai     | 6:1, 6:4           |
| 2.  | 4. August 1980 | Zell am See | Sand  | Pavel Huťka | Wayne Pascoe Dave Siegler       | 3:6, 7:5, 7:6, 6:2 |
| 3.  | 3. August 1981 | Bara        | Sand  | Pavel Huťka | Ángel Giménez Jairo Velasco Sr. | 7:5, 4:6, 9:7      |

#### Finalteilnahmen
| Nr. | Datum            | Turnier        | Belag         | Partner          | Finalgegner                  | Ergebnis             |
| --- | ---------------- | -------------- | ------------- | ---------------- | ---------------------------- | -------------------- |
| 1.  | 27. März 1972    | Monte Carlo    | Sand          | František Pála   | Patrice Beust Daniel Contet  | 6:3, 1:6, 10:12, 2:6 |
| 2.  | 11. Februar 1973 | Salt Lake City | Hartplatz     | Jan Kukal        | Raúl Ramírez Mike Estep      | 4:6, 6:7             |
| 3.  | 29. Februar 1976 | Basel          | Hartplatz (i) | Jan Kodeš        | Frew McMillan Tom Okker      | 4:6, 6:7, 4:6        |
| 4.  | 30. März 1980    | Nizza          | Sand          | Stanislav Birner | Chris Delaney Kim Warwick    | 4:6, 0:6             |
| 5.  | 16. März 1981    | Nancy          | Hartplatz     | John Feaver      | Ilie Năstase Adriano Panatta | 4:6, 6:2, 4:6        |